# Leandro Navarro
Leandro Navarro (Mar del Plata, Buenos Aires, 16 de abril de 1992) es un futbolista argentino. Juega como centrocampista y  su actual club es Santiago Wanderers de la Primera B de Chile.

## Trayectoria
Se inició en Racing de su ciudad, luego pasaría por Aldosivi. Hace una década, la categoría 92 de San Lorenzo fue a Mar del Plata, en la ciudad balnearia más importante del país, un delantero acaparó la atención de todos, entre ellos de los enviados por el conjunto azulgrana; Leandro Navarro, de 11 años. Lo llevaron a un par de pruebas, jugó unos amistosos y quedó. Le dieron lugar en la pensión y se vino a vivir al club, donde estuvo ocho años.

### Comienzos
Llegó a San Lorenzo cuando tenía 11 años y se destacó en todas las inferiores por su gran pegada, que fue resaltada por José Sanfilippo, histórico goleador del club.
Lleva el apodo de La Bomba, debido a su fuerte tiro para realizar los tiros libres y a la vez, en alusión al baloncestista español Juan Carlos Navarro, quien también es apodado de esa manera.

### San Lorenzo de Almagro
Su debut profesional en San Lorenzo lo hizo el 12 de noviembre de 2011 cuando ingresó por Sebastián González, en una derrota 0-1 frente al Club Atlético All Boys. En esa temporada disputaría un solo partido más por lo que solo jugó dos encuentros de los 38 respectivos.
En la temporada 2012/2013, disputaría 10 partidos en los cuales marcaría dos goles, el primero sería frente a Vélez Sarsfield desde casi más de 40 metros el 6 de abril de 2013, ante una mala salida de Sebastián Sosa y el segundo lo convertiría enfrentando a Arsenal de Sarandí 15 días más tarde, el 21 de abril de 2013, que se metió en el ángulo izquierdo de Cristian Campestrini. Ambos goles fueron mediante pelota parada.
El Torneo Inicial 2013 sería su primer título que consiguió en su carrera. En aquel campeonato disputó siete partidos, tres como titular y los otros cuatro entrando desde el banco de los suplentes.
El 3 de mayo del 2014, marcaría su tercer gol con la camiseta de San Lorenzo, sería enfrentando a Atlético de Rafaela, en la victoria por 2-0 del club de Boedo.
El 26 de julio del 2014, durante los entrenamientos de pretemporada sufrió una grave lesión, se rompió el ligamento cruzado anterior de la rodilla izquierda y por esto fue operado. La recuperación de la lesión requirió de 6 meses por lo que no pudo disputar ningún partido en lo que quedaba del 2014.
El 13 de agosto del 2014, San Lorenzo de Almagro disputó la vuelta de la final de la copa Copa Libertadores 2014 contra Club Nacional (Paraguay) y tras ganar San Lorenzo 1 - Nacional 0 se consagró nuevamente campeón. A lo largo de este campeonato, y antes de su lesión, disputó cuatro partidos; en todos los casos ingresó desde el banco de los suplentes.

### Argentinos Juniors
El 17 de julio de 2015, tras no tener lugar en el equipo de Edgardo Bauza, se oficializa el préstamo por seis meses a la entidad de La Paternal. Su debut fue el 23 de julio por la Copa Argentina, en la derrota 1-0 frente a Guaraní Antonio Franco.

## Estadísticas

### Clubes
| Club                         | Div.       | Temporada  | Liga  | Liga  | Liga   | Copas nacionales | Copas nacionales | Copas nacionales | Torneos internacionales | Torneos internacionales | Torneos internacionales | Total | Total | Total  |
| Club                         | Div.       | Temporada  | Part. | Goles | Asist. | Part.            | Goles            | Asist.           | Part.                   | Goles                   | Asist.                  | Part. | Goles | Asist. |
| ---------------------------- | ---------- | ---------- | ----- | ----- | ------ | ---------------- | ---------------- | ---------------- | ----------------------- | ----------------------- | ----------------------- | ----- | ----- | ------ |
| San Lorenzo Argentina        | 1°         | 2011-12    | 2     | 0     | 0      | 3                | 0                | 0                | —                       | —                       | —                       | 5     | 0     | 0      |
| San Lorenzo Argentina        | 1°         | 2012-13    | 10    | 2     | 1      | 2                | 0                | 0                | —                       | —                       | —                       | 12    | 2     | 1      |
| San Lorenzo Argentina        | 1°         | 2013-14    | 16    | 1     | 0      | —                | —                | —                | 5                       | 0                       | 0                       | 21    | 1     | 0      |
| San Lorenzo Argentina        | Total      | Total      | 28    | 3     | 1      | 5                | 0                | 0                | 5                       | 0                       | 0                       | 38    | 3     | 1      |
| Argentinos Juniors Argentina | 1°         | 2015       | 9     | 1     | 0      | 1                | 0                | 0                | —                       | —                       | —                       | 10    | 1     | 0      |
| Argentinos Juniors Argentina | Total      | Total      | 9     | 1     | 0      | 1                | 0                | 0                | 0                       | 0                       | 0                       | 10    | 1     | 0      |
| Venados FC · México          | 2°         | 2016-17    | 27    | 5     | 7      | 4                | 1                | 0                | —                       | —                       | —                       | 31    | 6     | 7      |
| Venados FC · México          | 2°         | 2017-18    | 12    | 1     | 1      | 2                | 1                | 0                | —                       | —                       | —                       | 14    | 2     | 1      |
| Venados FC · México          | 2°         | 2018-19    | 13    | 3     | 1      | 3                | 0                | 0                | —                       | —                       | —                       | 16    | 3     | 1      |
| Venados FC · México          | Total      | Total      | 52    | 9     | 9      | 9                | 2                | 0                | 0                       | 0                       | 0                       | 61    | 11    | 9      |
| Mitre Argentina              | 2°         | 2018-19    | 7     | 2     | 0      | 1                | 0                | 1                | —                       | —                       | —                       | 8     | 2     | 1      |
| Mitre Argentina              | Total      | Total      | 7     | 2     | 0      | 1                | 0                | 1                | 0                       | 0                       | 0                       | 8     | 2     | 1      |
| Alvarado Argentina           | 2°         | 2019-20    | 3     | 0     | 0      | —                | —                | —                | —                       | —                       | —                       | 3     | 0     | 0      |
| Alvarado Argentina           | 2°         | 2020       | 7     | 1     | 0      | 1                | 0                | 0                | —                       | —                       | —                       | 8     | 1     | 0      |
| Alvarado Argentina           | 2°         | 2021       | 25    | 1     | 2      | 0                | 0                | 0                | —                       | —                       | —                       | 25    | 1     | 2      |
| Alvarado Argentina           | Total      | Total      | 35    | 2     | 2      | 1                | 0                | 0                | 0                       | 0                       | 0                       | 36    | 2     | 2      |
| Danubio · Uruguay            | 1°         | 2022       | 29    | 1     | 4      | —                | —                | —                | —                       | —                       | —                       | 29    | 1     | 4      |
| Danubio · Uruguay            | Total      | Total      | 29    | 1     | 4      | 0                | 0                | 0                | 0                       | 0                       | 0                       | 29    | 1     | 4      |
| Deportes Iquique · Chile     | 2°         | 2023       | 31    | 2     | 5      | 2                | 0                | 0                | —                       | —                       | —                       | 33    | 2     | 5      |
| Deportes Iquique · Chile     | Total      | Total      | 31    | 2     | 5      | 2                | 0                | 0                | 0                       | 0                       | 0                       | 33    | 2     | 5      |
| Cobresal · Chile             | 1.ª        | 2024       | 13    | 1     | 0      | 4                | 0                | 0                | 6                       | 0                       | 0                       | 23    | 1     | 0      |
| Cobresal · Chile             | Total club | Total club | 13    | 1     | 0      | 4                | 0                | 0                | 6                       | 0                       | 0                       | 23    | 1     | 0      |
| Santiago Wanderers · Chile   | 2.ª        | 2025       | 19    | 5     | 0      | 9                | 1                | 0                | —                       | —                       | —                       | 28    | 6     | 0      |
| Santiago Wanderers · Chile   | Total club | Total club | 19    | 5     | 0      | 9                | 1                | 0                | 0                       | 0                       | 0                       | 28    | 6     | 0      |
| Total                        | Total      | Total      | 223   | 26    | 21     | 32               | 3                | 1                | 11                      | 0                       | 0                       | 266   | 29    | 22     |

## Palmarés

### Campeonatos nacionales
| Título           | Club        | País      | Año      |
| ---------------- | ----------- | --------- | -------- |
| Primera División | San Lorenzo | Argentina | I - 2013 |

### Campeonatos internacionales
| Título            | Club        | País      | Año  |
| ----------------- | ----------- | --------- | ---- |
| Copa Libertadores | San Lorenzo | Argentina | 2014 |